# 愛知県立刈谷高等学校
愛知県立刈谷高等学校（あいちけんりつ かりやこうとうがっこう、英称：Aicihi Prefectural Kariya High School）は、愛知県刈谷市寿町に所在する県立高等学校。
略称は刈高（かりこう）。

## 概要
1919年（大正8年）に設立された愛知県立第八中学校を前身とする。校訓は「質實剛健」。初代校長・羽生隆は「イートンに学べ。東洋のイートンたれ」と、英国の名門パブリックスクールであるイートン校をモデルとした学校運営を行った。このため、サッカーを校技とし、生徒用の寄宿舎が同校の敷地内（現在の校舎北側のテニスコート、ハンドボールコートのあたり）に整備された（現在はない）。1988年（昭和63年）以降、イートン校と正式に交換留学を行っている。
2025年（令和7年）に附属の刈谷中学校が開校予定である。

## 歴史

### 旧制中学校・新制高等学校（男子校）時代
- 1918年（大正7年）11月 - 中学校の設立が認可される。
- 1919年（大正8年）4月 - 愛知県立第八中学校として開校。
- 1922年（大正11年）5月1日 - 愛知県刈谷中学校に改称。
- 1948年（昭和23年）4月1日 - 学制改革により旧制中学校が廃止され、新制高等学校愛知県立刈谷南高等学校（男子校）が発足。

### 新制高等学校（男女共学校）時代
- 1948年（昭和23年）
  - 10月1日 - 公立高校の再編により、愛知県立刈谷北高等学校（旧・高等女学校、女子校）と統合され、愛知県立刈谷高等学校に改称。
    - 両校の校舎は北校舎（女子部）、南校舎（男子部）として使用される。
- 1949年（昭和24年）
  - 4月1日 - 高校三原則に基づく公立高校の再編が行われる。
    - 通常課程（普通課程・商業課程）と夜間課程（普通課程）及び別科を設置。
    - 男女混合の学級を編成し、男女共学を実施。
    - 学区制を実施。

  - 10月 - 知立分校が愛知県立岡崎高等学校より移管される。
- 1950年（昭和25年）
  - 4月 - 東浦分校を設置。
  - 6月 - 新校歌を制定。
- 1951年（昭和26年）4月1日 - 愛知県立刈谷商業家庭高等学校の新設により、商業課程を同校に移管。普通科のみとなる。
- 1953年（昭和28年）2月 - 新校旗を制定。
- 1958年（昭和33年）4月1日 - 知立分校が分離し、愛知県立知立高等学校として独立。
- 1969年（昭和44年）4月1日 - 愛知県立刈谷東高等学校の新設により、夜間課程を同校に移管。
- 1973年（昭和48年）4月1日 - 東浦分校が分離し、愛知県立東浦高等学校として独立。学校群制度の導入（刈谷学校群）。
- 1988年（昭和63年）- 英国のイートン校との交換留学を開始。
- 1989年（平成元年）4月 - 学校群制度を廃止し、複合選抜入試制度を開始。三河2群Aグループに属する。
- 2011年（平成23年） - 文部科学省よりスーパーサイエンスハイスクール (SSH) の指定を受ける（5年間、2016年・2021年に再指定）。
- 2017年（平成29年）6月28日 - 刈谷高校の正門を含む13校の門柱（愛知県立旧制学校の門柱）が登録有形文化財（建造物）に登録される[2]。

## 刈高祭
刈谷高校の生徒全員が参加する学校祭が「刈高祭」である。3年1組・2年1組・1年1組で「1組団」、3年2組・2年2組・1年2組で「2組団」…という具合に学年を組番ごとに縦割り団を形成し、その団同士の成績で優劣を競い合う。各団はそれぞれテーマになる色とモチーフを決め、団の名前も考える（例：蒼迅団、極煌団など）。
刈高祭は「合唱祭」「文化祭」「体育祭」の3つに分けられ、3日間に渡って行われる。生徒は後述する「応援団」「合唱団」「デコレーション」「クラス展示」をそれぞれ1つ選択し、指定された期間にてその練習・作業に取り組む。
- 合唱祭 - 刈谷市総合文化センターにて行われ、合唱団による発表が行われる。また、団の発表の後に合唱部による発表がある。
- 文化祭 - 校舎内にて行われ、クラス展示の発表が行われる。部活や有志の発表もある。
- 体育祭 - 刈谷市総合運動公園のウェーブスタジアムにて行われ、各個人が各競技に参加し、応援団の発表（応援合戦）も行われる。

このように刈谷市の設備を活用して刈高祭は行われる。なお体育祭は、校舎が新しくなる以前は校庭にて観客席の台を設置して行われていたが、2015年頃に校舎が新しくなる際にプレハブ校舎が校庭に設置されたことを機に刈谷市総合運動公園で行われるようになった。また、合唱や応援合戦の様子を収録したDVDが毎年発行されている。

## 活動

### 運動部
- サッカー部
  - ユニホームのデザインが刈谷の赤ダスキと称して白地に斜めの赤線があしらわれている。
  - 初代校長の羽生隆はサッカーを校技とした。これまで全国高校サッカー選手権大会に19度（準優勝2回、3位2回）、国体に11度（優勝2回、3位1回）、全国高校総体に9度（準優勝1回）、近年では2005年度、2008年度、2011年度、2016年度、2018年度に全国高校総体に出場している。
- 硬式野球部
  - 1978年春（第50回）に甲子園に出場している。
- 陸上部
- 新体操部
- 剣道部
- 弓道部
- 卓球部
- 水泳部
- ソフトテニス部
- 硬式テニス部
- バレーボール部
- ハンドボール部
- バスケットボール部
- バドミントン部

### 文化部
- 演劇部
- 吹奏楽
- 囲碁将棋部
- 合唱部
  - 入学式や刈高祭の合唱祭、各種大会、地域行事等で発表を行う[3]。2017年、全国学校音楽コンクール高校生の部、銅賞。
- 美術部
- 写真部
- 放送部
  - 最近成績は著しく、全国大会に出場するほどである。
- 茶華道部
  - 2019年にイートン校の生徒と交流会を行った。
- 文学研究部
  - 月に一度位の頻度で合同部誌「くちなし」を発行している。
- 漫画研究部
  - 月に一度位の頻度で合同部誌「くちなし」を発行している。
- SS部（SuperScience部）
  - 科学の研究およびその発表を行う部活動である。物理班、生物班、化学班、数学班、情報班、社会科学班の6つの班に分かれて研究活動を行っており、分野をまたいで協力することも多々ある。SSH東海フェスタや、愛知工業大学主催のAITサイエンス大賞などの様々な大会において優秀な成績を修めている。研究のなかには地域に貢献できる成果を出しているものもある[4]。2013年にSSH物理部、SSH生物部、SSH数学部、SSH化学部が合併して生まれた部活であり、SS部という名前は刈谷高校が文科省のSSH指定校となっていることに由来する。2017年に情報班、社会科学班が設立された[5]。（旧称：SSH部）

## 著名な卒業生
- 石川忠司（豊田自動織機会長）
- 大川恵子（元女優）
- 大川立樹（フジテレビアナウンサー）
- 太田圭祐（サッカー選手、ロート・ヴァイス・アーレン）
- 太田幸夫（多摩美術大学教授、「非常口」のピクトグラムデザインを世界共通にした）
- 大野耐一（元トヨタ自動車副社長、「トヨタ生産方式」の考案者）
- 大見英明（生活協同組合コープさっぽろ理事長）
- 大山昌宏（政治家、衆議院議員）
- 加藤六美（東京工業大学学長、人事官、国立大学協会会長、日本建築学会会長）
- 河原温（美術家、「概念芸術」の第一人者）
- 河本春男（ユーハイム元社長）
- 金原淑郎（元トヨタ自動車副社長、元自動車技術会会長）
- 久野孝保 - 元愛知県大府市長
- 越尾圭（小説家）
- 小山勝二（京都大学大学院理学研究科教授、宇宙物理学）
- 日高義樹（国際ジャーナリスト、元NHKワシントン支局長、テレビ東京「日高義樹のワシントン・リポート」キャスター）
- 酒井雄二（歌手ゴスペラーズ、NHK紅白歌合戦に6回出場、NHK俳句講座ナレーター）
- 杉野正博（元LIXILグループ社長、元INAX社長）
- 鈴木武（元トヨタファイナンシャルサービス社長）
- 鈴原あいみ（モデル、ミスインターナショナル日本代表候補）
- 瀬口良夫（第48代海上保安庁長官）
- 高野鎮雄（日本ビクター元副社長、「VHSの父」）
- 高橋英辰（サッカー日本代表元監督）
- 多和田眞（名古屋大学大学院経済学研究科 教授、国際経済学）
- 竹中登一（アステラス製薬社長、日本製薬団体連合会会長、東京大学大学院薬学系研究科特任教授、紫綬褒章）
- 竹中良則（政治家、刈谷市長）
- 田中義克（トヨタ自動車北海道社長、北海道立総合研究機構理事長、北海道経済連合会副会長）
- 都築譲（政治家、旧・一色町長）
- 天白松嵐（画家、工芸家、染色家）
- 外山滋比古（お茶の水女子大学名誉教授、エッセイスト、全日本家庭教育研究会総裁、著書『思考の整理学』はロングセラー）
- 内藤誠（映画監督）
- 永田雅宜（京都大学名誉教授、数学者）
- 新美智秀（元名古屋大学工学部長、元日本機械学会流体工学部門長）
- 禰冝田政信（碧南市長）
- 広瀬襄（映画監督）
- 松尾晃雅（元プロ野球選手）
- 美濃部正（元日本海軍少佐、元航空自衛隊空将）
- 村瀬洋（元名古屋大学情報学部長、紫綬褒章、前島密賞）[6][7]
- 本村伸子（政治家、日本共産党衆議院議員）
- 横井明（元豊田自動織機会長、元トヨタ自動車副社長、元中部経済連合会副会長）
- 牛田多加志（東京大学大学院工学系研究科教授）[6]

## アクセス
- 名鉄三河線刈谷市駅 徒歩約6分
- JR東海道本線・名鉄三河線刈谷駅 徒歩約17分